# Paleontological Journal
Paleontologicheskii Zhurnal
Paleontological Journal (en russe : Палеонтологический Журнал, romanisé : Paleontologicheskii Zhurnal) est une revue scientifique mensuelle russe à comité de lecture consacrée à la paléontologie en Asie. Les articles sont publiés simultanément en russe et en anglais.
La revue est éditée par Alexei Yu. Rozanov et publié par MAIK Interperiod.

## Rédacteurs en chef
Acad. Youri A. Orlov (1959–1966)
Docteur A.S. Vassili E. Roujentsev (1967–1978)
Acad. Leonid P. Tatarinov (1978–1988, 1994–2001)
Docteur A.S. Igor S. Barskov (1988–1993)
Acad. Alexeï Yu. Rozanov (depuis 2001)

## Résumé et indexation
Le journal Paleonotological Journal est indexé et résumé dans :
- Academic OneFile
- Aquatic Sciences and Fisheries Abstracts
- Biological Abstracts
- BIOSIS Previews
- CAB Abstracts
- CAB International
- CSA/ProQuest
- Current Contents/Physical, Chemical and Earth Sciences
- EMBiology
- Gale
- GeoRef
- Global Health
- Science Citation Index Expanded
- Scopus
- Summon by Serial Solutions

Selon les Journal Citation Reports, le journal Paleonotological Journal a un facteur d'impact de 0,454 en 2011.